# Ветешешть
Ветешешть, Ветешешті (рум. Vătășești) — село у повіті Вилча в Румунії. Входить до складу комуни Голешть.
Село розташоване на відстані 149 км на північний захід від Бухареста, 6 км на схід від Римніку-Вилчі, 101 км на північний схід від Крайови, 107 км на південний захід від Брашова.

## Населення
За даними перепису населення 2002 року у селі проживала 131 особа, усі — румуни. Усі жителі села рідною мовою назвали румунську.